# Schoppendorf
Schoppendorf ist ein Ortsteil der Stadt Bad Berka im Landkreis Weimarer Land in Thüringen.

## Geografie
Schoppendorf liegt nördlich von Bad Berka und nördlich hinter Bergern am Fuß des Hexenberges und ist verkehrsmäßig über die Bundesstraße 85 und über die Ortsverbindungsstraße zum Ort zu erreichen. Der Ort liegt in einer Mulde der Hochebene zwischen Legefeld und Troistedt.

## Geschichte
Vom 26. März 1241 wurde die erste urkundliche Niederschrift registriert. Die Ansiedlung geht auf fränkische Zuwanderer zurück. Der Waidanbau spielte eine große Rolle für die Landwirte im Ort. Deshalb erinnert man mit einem Waidstein-Denkmal am Anger an diese Periode.
Auch dieser Ort wurde im Dreißigjährigen Krieg zerstört. Der Wiederaufbau erfolgte sofort danach. Das Dorf gehörte einst zum grundherrlichen Besitz der Grafen von Orlamünde. Klein- und Mittelbauern bewirtschafteten die Flächen in der Gemarkung. Die Landwirtschaft des Ortes wurde nach dem Zweiten Weltkrieg zu Zeiten der DDR zwangskollektiviert und fand nach der Wende neue Entwicklungsrichtungen. 2017 lebten 110 Personen im Dorf. Ortsteil-Bürgermeister ist derzeit Siegfried Fürst.
→ Siehe auch St. Martin (Schoppendorf)

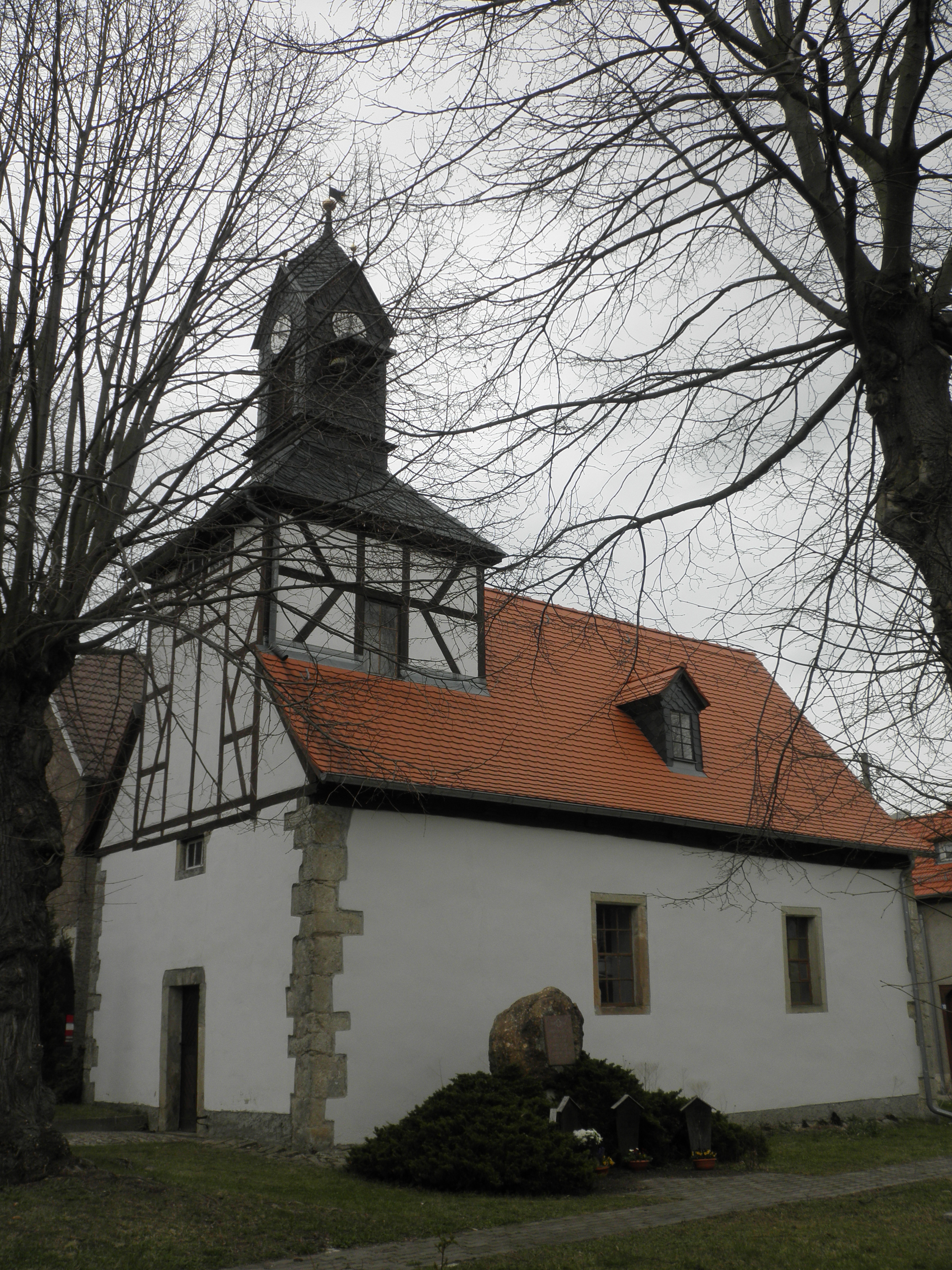
Kirche in Schoppendorf
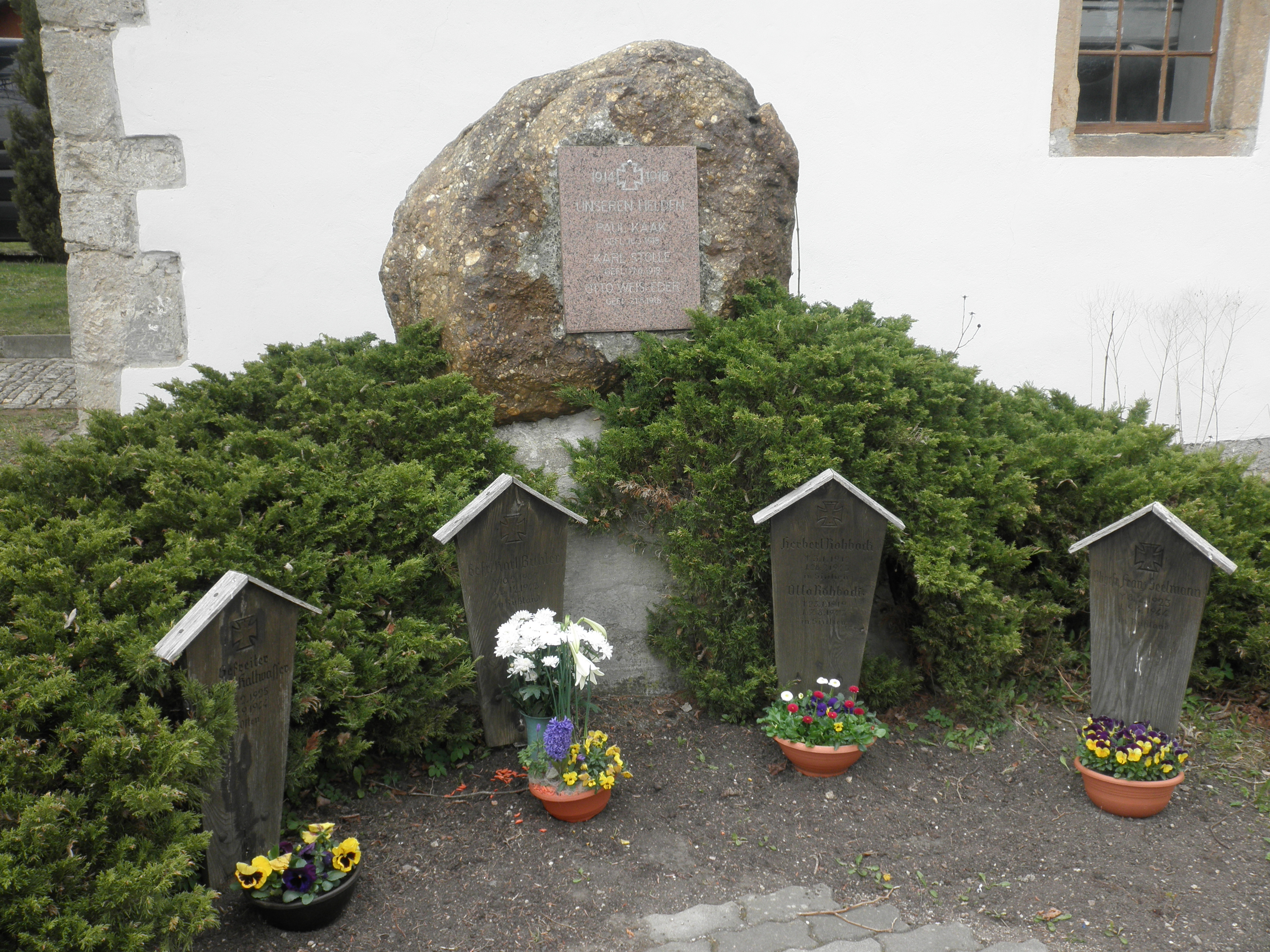
Kriegerdenkmal vor der Kirche in Schoppendorf
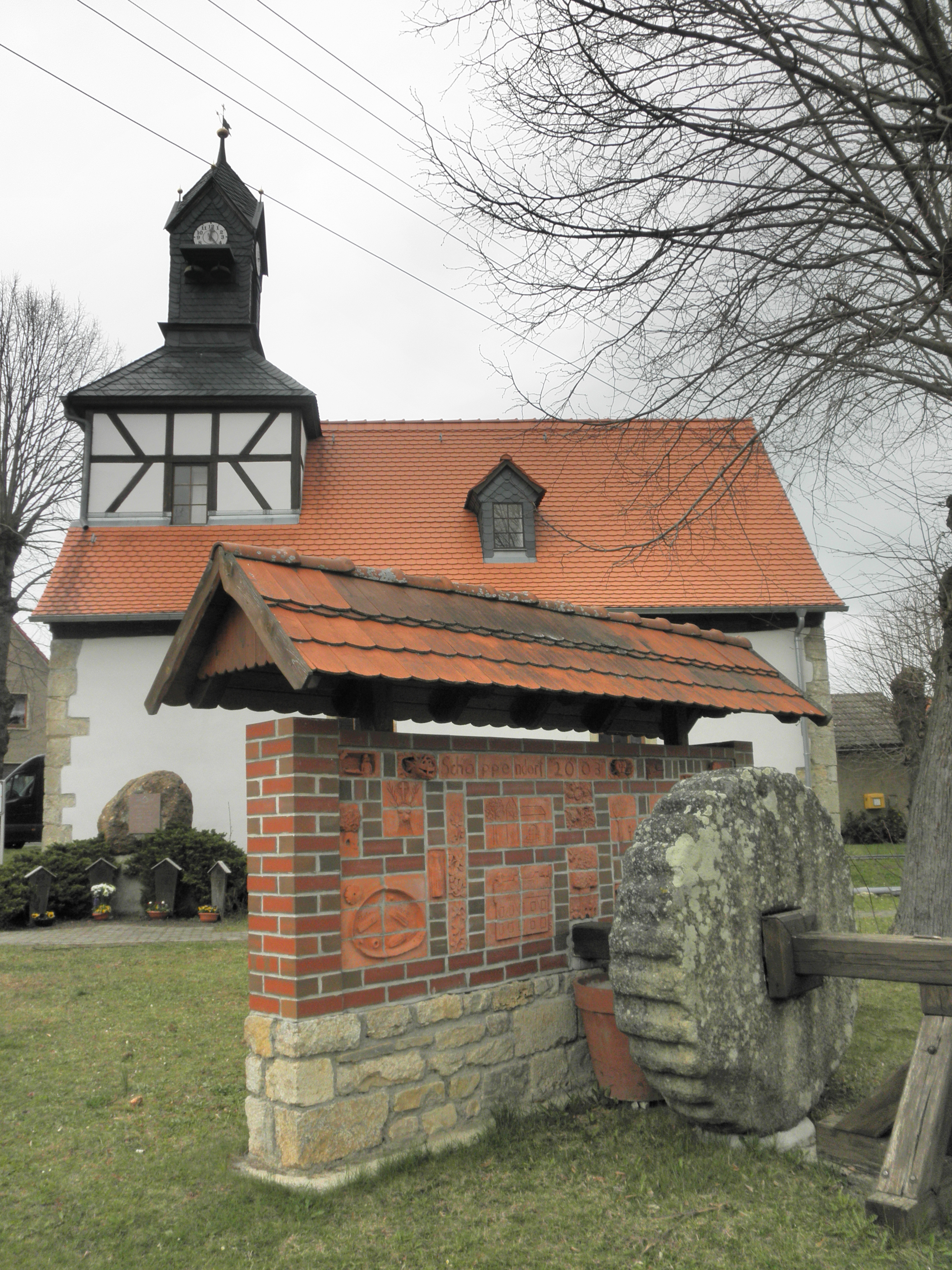
Waidmühlstein-Denkmal in Schoppendorf